# منطقه قدسیا
منطقه قدسیا (به عربی: منطقة قدسیا) یکی از منطقه‌های استان ریف دمشق است. این منطقه در شمال شرقی کوه قاسیون قرار دارد. شهر قدسیا، مرکز این منطقه است.

## خصوصیات
منطقه قدسیا ۳۲۱٫۶۴ کیلومترمربع مساحت و ۱۰۵٬۹۷۴ نفر جمعیت دارد.